# Лазе при Боштању
Лазе при Боштању (словен. Laze pri Boštanju) су насељено место у општини Севница, Посавска регија, Словенија.

## Историја
До територијалне реорганизације у Словенији биле су у саставу старе општине Севница.

## Становништво
У попису становништва из 2011. године, Лазе при Боштању су имале 33 становника.
| Број становника према пописима | Број становника према пописима | Број становника према пописима |
| ------------------------------ | ------------------------------ | ------------------------------ |
| 1991                           | 2002                           | 2011                           |
| 35                             | 34                             | 33                             |

Напомена: До 1955. исказивано под именом Лазе.